# Francisco de Paula Orlando y Fernández del Torco
Francisco de Paula Orlando y Fernández del Torco, I comte de la Romera, (Puerto Real, 5 de novembre de 1800 - 5 de gener 1869) va ser un militar general, polític i aristòcrata espanyol, que va ser dos cops ministre d'Hisenda durant el regnat d'Isabel II.
Membre del cos d'artilleria, va ser cònsol a Madeira i L'Havre durant el regnat de Ferran VII. A la mort d'aquest va ser Director del Conservatori d'Arts i Intendent General Militar en la minoria d'edat d'Isabel II. Durant la dècada moderada va ser dues vegades ministre d'Hisenda en breus períodes: del 16 de març al 4 d'abril de 1846 i del 4 al 24 d'octubre de 1847, en governs del general Ramón María Narváez, i també fou diputat per la província d'Almeria en 1844 i senador vitalici. En 1849 va ser nomenat Conseller Reial.